# Prezydenci Federacji Bośni i Hercegowiny
| #    | Imię i nazwisko                | Portret | Kadencja         | Kadencja         | Partia polityczna           | Partia polityczna       |
| #    | Imię i nazwisko                | Portret | Od               | Do               | Partia polityczna           | Partia polityczna       |
| ---- | ------------------------------ | ------- | ---------------- | ---------------- | --------------------------- | ----------------------- |
| 1    | Krešimir Zubak (ur. 1947)      |         | 31 maja 1994     | 18 marca 1997    |                             | HDZ BiH                 |
| 2    | Vladimir Šoljić (ur. 1943)     |         | 18 marca 1997    | 29 grudnia 1997  |                             | HDZ BiH                 |
| 3    | Ejup Ganić (ur. 1946)          |         | 29 grudnia 1997  | 1 stycznia 1999  |                             | SDA                     |
| 4    | Ivo Andrić-Lužanski (ur. 1956) |         | 1 stycznia 1999  | 1 stycznia 2000  |                             | HDZ BiH                 |
| 5    | Ejup Ganić (ur. 1946)          |         | 1 stycznia 2000  | 1 stycznia 2001  |                             | SDA (do maja 2000)      |
| (5)  | Ejup Ganić (ur. 1946)          |         | 1 stycznia 2000  | 1 stycznia 2001  | bezpatrtyjny (od maja 2000) |                         |
| 6    | Ivo Andrić-Lužanski (ur. 1956) |         | 1 stycznia 2001  | 28 lutego 2001   |                             | HDZ BiH                 |
| 7    | Karlo Filipović (ur. 1954)     |         | 28 lutego 2001   | 1 stycznia 2002  |                             | SDP BiH                 |
| 8    | Safet Halilović (ur. 1951)     |         | 1 stycznia 2002  | 27 stycznia 2003 |                             | SBiH                    |
| 9    | Niko Lozančić (ur. 1957)       |         | 27 stycznia 2003 | 22 lutego 2007   |                             | HDZ BiH                 |
| 10   | Borjana Krišto (ur. 1961)      |         | 22 lutego 2007   | 17 marca 2011    |                             | HDZ BiH                 |
| 11   | Živko Budimir (ur. 1962)       |         | 17 marca 2011    | 9 lutego 2015    |                             | HSP BiH (do marca 2013) |
| (11) | Živko Budimir (ur. 1962)       |         | 17 marca 2011    | 9 lutego 2015    | SPP (od kwietnia 2013)      |                         |
| 12   | Marinko Čavara (ur. 1967)      |         | 9 lutego 2015    | 28 lutego 2023   |                             | HDZ BiH                 |
| 13   | Lidija Bradara (ur. 1971)      |         | 28 lutego 2023   | nadal            |                             | HDZ BiH                 |